# Potštejn
Potštejn település Csehországban, Rychnov nad Kněžnou-i járásban. Potštejn Polom, Proruby, Vamberk, Záměl, Sopotnice, Záchlumí, Doudleby nad Orlicí, Lhoty u Potštejna és Chleny településekkel határos. Lakosainak száma 991 fő (2024. január 1.).

## Népesség
A település lakosságának változását az alábbi diagram mutatja:
| Lakosok száma | 1041 | 989  | 916  | 1107 | 1041 | 896  | 940  | 988  | 974  | 991  |
|               | 1869 | 1900 | 1921 | 1961 | 1980 | 2011 | 2016 | 2019 | 2021 | 2024 |